# At the Lighthouse
At the Lighthouse è il secondo album live di Julian Cannonball Adderley, pubblicato nel 1960 dalla Riverside Records. Nel 2001 l'etichetta Capitol Records stampò l'album su CD aggiungendo un brano bonus.

## Tracce
Lato A
1. Sack O'Woe – 10:41 (Julian Cannonball Adderley)
2. Big "P" – 5:55 (Jimmy Heath)
3. Blue Daniel – 7:24 (Frank Rosolino)

Durata totale: 24:00
Lato B
1. Azule Serape – 9:27 (Victor Feldman)
2. Exodus – 7:39 (Victor Feldman, Ernest Gold)
3. What Is This Thing Called Love? – 4:43 (Cole Porter)

Durata totale: 21:49
Brano bonus (CD del 2001, Capitol Records)
1. Our Delight – 6:53 (Tadd Dameron)

## Musicisti
Cannonball Adderley Quintet
- Julian Cannonball Adderley - sassofono alto
- Nat Adderley - cornetta
- Victor Feldman - pianoforte
- Sam Jones - contrabbasso
- Louis Hayes - batteria